# Scarborough (Yorkshire)
Scarborough je anglické přímořské město s rekreačním a rybářským přístavem v severní části hrabství Yorkshire, počet obyvatel včetně připojených obcí dosahuje 100.000, nazývají se Scarboriané. Počet turistů ročně dosahuje až jednoho milionu. Město bývá pro svou krásnou polohu a skalní kulisu nazýváno „Brighton severu“.

## Geografie
Historické město se rozkládá v nadmořské výšce od 30 do 70 metrů a jeho součástí je jižní přímořská část s přístavem a písčitou pláží, zvaná South Bay. Nad ním se zvedá částečně zalesněný skalní masiv s ruinami hradu až do výše 400 metrů, zvaný Headland, a odděluje moderní severní část města se severní zátokou, zvanou North Bay.

## Historie
Archeologické nálezy sahají až do doby bronzové. Opevněnou osadu kolem roku 966 Vikingy nazývanou Skarðaborg, zmiňuje jedna islandská sága. První městečko vypálil při svém nájezdu norský král Harald III. Anglický král Jindřich II. vystavěl na skále nad městem rozlehlý hrad v letech 1153 - 1163, udělil městu povolení pro trhy a městská práva.
Eduard II. daroval hrad svému příteli Gavestonovi. Dalšími majiteli byli baroni Percy, Warenne, Clifford a Pembroke. Gaveston byl ovšem zajat a popraven na hradě Warwick.
Od roku 1253 mělo město šestinedělní mezinárodní trh, proslulý prodejem exotického zámořského zboží.
Royalisté a Parliamentaristé se zde utkali během Anglické občanské války ve 40. letech 17. století a zanechali město v troskách.
Roku 1626 Elizabeth Farrowová objevila pramen léčivé vody kyselky, vyvěrající z jednoho cliffu na jižní straně města. Lázeňská éra se naplno rozvinula v 18. a 19. století, počínaje zařízením vanových koupelí v roce 1735. Železnice sem dospěla z Yorku roku 1845 a značně zvedla počet lázeňských hostů.
Roku 1841 začal mladý architekt John Gibson stavět obří hotel, jehož statické zajištění svěřil South Cliff Building Company.
10. června 1845 byl nedostavěný Grand Hotel otevřen, dokončen až roku 1867. Má 4 věže jako 4 roční období, 12 pater jako 12 měsíců roku, 52 komínů jako je týdnů a původně měl 365 ložnic jako dnů v roce. Modrou cedulou je vyznačeno místo, kde bydlela a zemřela spisovatelka Anne Brontëová roku 1849.
Za první světové války bylo město spolu s Hartlepoolem a Whitby terčem německých námořních útoků.

## Současnost
Město žije především z turistického ruchu včetně gamblerství (herny a kasina jsou zde velmi rozšířené a přístupné i malým dětem). Dále prosperuje lokální rybolov, rybáři jsou především dodavateli ryb a krabů do místních restaurací. V posledních dvou desetiletích se velmi rozvíjí elektronický obchod, tradičním průmyslovým odvětvím je zdejší knihtisk. K tradičním řemeslům patří mj. ruční výroba cukrovinek, čokolády a fudge různých příchutí, například mléčné, karamelové, ořechové, mandlové, jahodové, pistáciové či zázvorové (gingerbread).

## Kultura
Město je sídlem dvou divadel, jedno se nazývá Futuristické (The Futurist Theatre), druhé The Stephen Josep Theatre. Dále se pořádajé divadelní představení na otevřené scéně (The Open Air Theatre. Každoročne se zde pořádá divadelní festival.
Koncerty místního filharmonického orchestru pravidelně přenáší televize BBC. Dále se každoročně pořádají dva hudební festivaly: jazzový a přímo na pláží festival pop-rockový.
Město je sídlem univerzity (The University of Hull, jež má ve Scarborough Campus, Dále zde sídlí Yorkshire Coast College, Scarborough Sixth Form College a škola designu a moderních médií (The School of Art design and Media).

## Památky
Město samo, respektive celá jeho historická jižní část se zátokou a pláží, je velkou turistickou atrakcí. Hlavními články promenády jsou:
- pěší Lázeňský most (Spa Bridge)
- Maják Belle, vybombardovaný Němci v I. světové válce roku 1915, znovupostavený
- Ruiny hradu krále Jindřicha II., který město ovládl v letech 1153-63, ze 12.-14. století
- farní kostel Panny Marie (St. Mary's Church), založený císterciáky ve 13. století; na jeho hřbitově je pohřbena spisovatelka Anne Brontëová
- farní kostel Sv. Martina na kopci (St. Martin-on-the-Hill), postaven v letech 1862–63, významnou výzdobu interiéru provedli umělci generace preraffaelitů (Dante Gabriel Rossetti, William Morris, Edward Burne-Jones a Ford Madox Brown),
- Grand Hotel - dominanta města nad jižní zátokou: dvanáctipatrová čtyřkřídlá budova se 4 kupolemi v nárožích, vystavěná Johnem Gibsonem v letech 1841-1867 jako největší a nejmodernější hotel světa, zde zemřela Anne Brontëová.
- Rotunda museum - má především bohaté mineralogické sbírky, je regionálním centrem geologie

## Slavní rodáci
- baron Frederick Leighton (1830–1896), malíř a sochař
- John Hick (1922-2012), filosof a teolog
- Ben Kingsley (nar.1943), herec, držitel Oscara za roli ve filmu Gándhí (1982)